# Sonnenbergtunnel
Der Sonnenbergtunnel ist ein Autotunnel der Schweizer Autobahn A2 und war gleichzeitig eine der grössten Zivilschutzanlagen der Welt. Er liegt zwischen den Anschlüssen Luzern-Zentrum und Kriens der A2 in der Zentralschweiz und durchquert den gleichnamigen Sonnenberg (Höhe 800 m ü. M.). Er besteht aus zwei richtungsgetrennten Röhren von 1,5 Kilometern Länge. Querverbindungen dienen als Fluchtwege in die jeweils andere Röhre. Dieser Tunnel ist einer der wenigen Überlandtunnel mit einem negativen Scheitelpunkt. Die Höchstgeschwindigkeit beträgt 80 km/h. Der Tunnel wird täglich von etwa 68'000 Fahrzeugen durchquert (Stand: 2015).

## Geschichte
Nach dem Baubeginn 1971 wurde die Zivilschutzanlage 1976 fertiggestellt und am 26. Oktober 1976 eröffnet. Sie sollte ursprünglich 20'000 Bewohnern der Städte Luzern und Kriens als Notunterkunft im Kriegs- oder Katastrophenfall für eine Verweildauer von zwei Wochen dienen.

## Zivilschutzanlage
Nach der Entfernung von Bodenplatten im Tunnel konnten eineinhalb Meter dicke Panzertore seitlich aus der Wand gefahren werden. Die Tore, mit einem Gewicht von je 350 Tonnen, waren dafür ausgelegt, die Explosion einer Nuklearwaffe von einer Megatonne (TNT-Äquivalent) im Abstand von einem Kilometer auszuhalten. Der Tunnel wäre im Ereignisfall in verschiedene Tunnelquartiere, -räume und -blöcke zu je 64 Personen unterteilt worden. Mittels Überdruck wäre sichergestellt worden, dass eine allfällige Verseuchung der Umgebung nicht in den Tunnel hätte eindringen können. In beiden Röhren wären im Ereignisfall Betten, Waschanlagen, Toiletten und Aufenthaltsräume, welche in Lagerräumen gelagert waren, aufgestellt worden. Für den Betrieb waren zwischen den beiden Röhren die technischen Anlagen wie drei 1250-kW-Generatoren für die Notstromversorgung, Überdruckbelüftung und Kühlung, eigene Trinkwasserversorgung mittels Nutzung von Grundwasser sowie aufbereitetem Flusswasser aus der Reuss, Warmwasseraufbereitung und eine interne Abwasserentsorgung über Tunnelrinnen zum Nordportal.

### Kaverne
In der Mitte des Sonnenberges ist um die beiden Tunnelröhren herum die 20 m hohe, 37 m lange und 16 m breite Kaverne auf sieben Stockwerken erbaut worden. Diese ist mit den Tunneln verbunden und bildet das logistische und technische Zentrum der Grossschutzraumanlage. Sie umfasste ein komplettes, dreistöckiges Notspital, zwei Kommandoposten (Lagerräume), eine Nachrichtenzentrale, eine Telefonzentrale, ein eigenes Radiostudio, eine Grossraumkantine, Zellen für über 250 Arrestanten, Schlafräume für das Personal, verschiedene Lager- und Mehrzweckräume sowie Büroräumlichkeiten für Polizei, Stadt- und Kantonsverwaltung. Das Notspital ist mit 336 Betten, zwei Operationssälen, Sterilisationsanlagen und einer Röntgenabteilung versehen. Die Kaverne selber kann als Zivilschutzanlage für 2000 Personen genutzt werden; die Gesamtanlage inklusive der Tunnelröhren war für 20'000 Personen ausgelegt. Zugänglich war die Kaverne entweder durch den nun geschlossenen Eingang vom Tunnel her oder durch einen Zugangsstollen zu einem abseits gelegenen Nebeneingang, der mit Dekontaminationsschleusen versehen ist. Dieser Teil der Zivilschutzanlage kann auf geführten Touren besichtigt werden.

### Schliessung des Komplexes
Anlässlich der Übung Ameise im Jahr 1987, als beide Tunnelröhren für den Durchgangsverkehr gesperrt wurden, kam man zum Schluss, dass die Kapazität auf 17'000 Personen zu reduzieren sei. Zudem litten die Mitwirkenden der Übung unter Bunkerkoller und konnten in der vorgegebenen Zeit lediglich 2000 Betten aufstellen.
Nach dem Ende des Kalten Krieges waren die hohen Unterhaltskosten von jährlich fast 250'000 Schweizer Franken nicht mehr zu rechtfertigen. Nach jahrelanger Diskussion kam man 2005 überein, die Anlagen teilweise rückzubauen und zu entflechten und die maximale Kapazität auf lediglich 2000 Personen zu reduzieren.
2006 entschloss man sich, die ganze Anlage zu schliessen und rückzubauen. Im Herbst 2006 fanden im Rahmen des Projekts «20'000 in den Berg» Aktionstage zum Thema Zivilschutz und unterirdisches Überleben statt, die die letzten Führungen durch die Gesamtanlage und ein breites Rahmenprogramm zur Geschichte und Entstehung der Zivilschutzanlage im Sonnenbergtunnel anboten. Seit 2008 besteht die Möglichkeit, die Kaverne auf geführten Rundgängen zu besuchen und einen Einblick in die Bunkerwelt des Kalten Krieges zu erhalten.

## Sanierungen
Im Jahr 2003 wurde das Südportal im Rahmen der Gesamtsanierung dieses Abschnitts verlängert und mit gross dimensionierten Schallschutzbauten versehen, um die zahlreichen Bewohner des Sonnenberg-Südhangs vor übermässigem Lärm zu schützen. Von 2011 bis 2013 wurde der Tunnel selbst saniert.